# Асаф-хан
Асаф-хан (*1569 — 12 червня 1641) — військовий та політичний діяч часів могольських падишахів Джаханґіра та Шах Джахана.

## Життєпис
Походив з родини перських аристократів. Народився у Кандагарі. При народженні отримав ім'я Абул Хасан. Згодом став зватися Ітікад-ханом. Своїй кар'єрі завдячує сестрі Нур Джахан, яка у 1611 році вийшла заміж за Джаханґіра. Завдяки Нур Джахан уся родина швидко піднеслася державними щаблями. Батько Ітікад-хана — Імад-уд-доула Гійяс Бега — стає великим візиром, сам майбутній Асаф-хан призначається на посаду розпорядника двору. У 1612 році видав заміж свою доньку Арджуманд Бану за шах-заде Хуррама (майбутнього Шах Джахана). В результаті склалася група з Асаф-хана, Нур Джахан, Хуррама, Гійяс Бега, яка фактично керувала справами імперії. Особливо їхня влада посилилася з 1620 року, коли падишах став хворіти.
Проте з 1622 року в групі намітився розкол: батько Асаф-хана помер, а Нур Джахан й Хуррам вступили у протистояння за майбутній трон. У цій боротьбі Асаф-хан тривалий час не наважувався стати на чийсь бік відкрито. Втім, у 1625 році Нур Джахан вирішила віддалити ненадійного брата, зробивши Асаф-хана субадаром Лахора (фактично усього Пенджабу).
У 1626 році Асаф-хан разом із сестрою та падишахом потрапив у полон до Махабат-хана, що зчинив заколот. Після  придушення заколоту супроводжував Джаханґіра до Лахора, де той помер. З цього часу Асаф-хан робить вибір на користь Хуррама, якому спрямовує відповідне послання.
Поки Хуррам йде з військом до Делі, Асаф-хан оголошує падишахом Давар Бакша, онука Джаханґіра, водночас ув'язнює Нур Джахан. Слідом за цим під Лахором завдає нищівної поразки шах-заде Шахріяру, сину Джаханґіра, який намагався захопити владу. Шахріяра було схоплено й у січі 1628 року Асаф-хан його стратив разом із Давар Бахшою, Мірзою Таймураспом й Мірзою Хушангом (онуками Акбара, синами мірзи Даніяла).
Завдяки Асаф-хану шах-заде Хуррам увійшов до Делі, де оголосив себе падишахом Шах Джаханом. Він надав тестеві титул ямін ад-Даули хан-і-ханана (вищі військові та політичні посади). Його позиції залишалися сильними до 1632 року, коли він не зміг захопити Біджапур (Деканське плато).
Після цього про життя Асаф-хана відомо мало. Помер він 12 червня 1641 року під час придушення повстання раджі Джагат Сінґха Патанії.

## Родина
Дружина — Діваджі-бегум.
Діти:
- Арджуманд Бану, дружина падишаха Шах Джахана.
- Парвар-ханам, дружина Мохташим-хана, сина Кутб-уд-діна Кока, молочного брата падишаха Джаханґіра.
- Шаїста-хан, субадар Бенгалії у 1664—1678, 1679—1688 роках.